# Бонцешть (Арад)
Бонцешть, Бонцешті (рум. Bonțești) — село у повіті Арад в Румунії. Входить до складу комуни Гурахонц.
Село розташоване на відстані 359 км на північний захід від Бухареста, 77 км на схід від Арада, 113 км на південний захід від Клуж-Напоки, 100 км на північний схід від Тімішоари.

## Населення
За даними перепису населення 2002 року у селі проживали 673 особи, усі — румуни. Усі жителі села рідною мовою назвали румунську.